# Johannes Scheidweiler
Johannes Scheidweiler (* 15. Juli 1999 in Radebeul) ist ein deutscher Schauspieler in Film, Fernsehen, und Theater, Synchron-, Off- und Hörspielsprecher.

## Leben und Karriere
Scheidweiler  wurde 1999 in Radebeul geboren. Von 2011 bis 2017 sammelte er erste Theatererfahrung in der Kinder- und Jugendtheaterschule Pegasus.
Er studierte Schauspiel an der Hochschule für Schauspielkunst Ernst Busch in Berlin und schloss 2021 ab. Bereits während des Studiums spielte er an der Volksbühne und der Schaubühne Berlin, unter anderem als Simon Chachava in Brechts Der kaukasische Kreidekreis.
Seit der Spielzeit 2020/21 war er festes Ensemblemitglied am Staatstheater Cottbus. Dort übernahm er Hauptrollen wie Hamlet, Romeo, Woyzeck und Amalia in Die Räuber.
Für das ZDF und NDR Kultur war er für Hörspiele und Synchronarbeiten tätig.
Bekannt wurde er bei der Mitwirkung in der Serie Schuld nach Ferdinand von Schirach (Regie: Nils Willbrandt, 2018) sowie im Berliner Tatort: Das perfekte Verbrechen (Regie: Brigitte Bertele, 2019).
Für seine Rolle im Film Another German Tank Story (2024) wurde er mehrfach nominiert.
Für die Tatort SWR-Reihe mit Kommissarin Lena Odenthal ist er, als wiederkehrende Rolle des Nico Langenkamp zu sehen.

## Filmografie (Auswahl)
- 2019: Schuld nach Ferdinand von Schirach
- 2020: Give Me Up – Wie einen Fisch auf dem Trockenen
- 2020: Tatort: Das perfekte Verbrechen
- 2021: Polizeiruf 110: Monstermutter
- 2021: In aller Freundschaft (Fernsehserie, 1 Folge)
- 2022: Oh Hell (Fernsehserie, 1 Folge)
- 2022: Flügel aus Beton
- 2022: Music Apperreciation (Kurzfilm)
- 2024: Another German Tank Story
- 2024: Goldjunge (Kurzfilm)
- 2024: Tatort: Dein gutes Recht
- 2025: Tatort: Der Stelzenmann[6]
- 2025: Mit der Faust in die Welt schlagen
- 2025: Tatort: Mike & Nisha

## Theater (Auswahl)
Schaubühne Berlin
- 2019–2020: Der kaukasische Kreidekreis, als Simon Chachava (Regie: Peter Kleinert)

Staatstheater Cottbus
- 2021–2023: Der Biberpelz, als Mitteldorf	(Regie: Armin Petras)
- 2021: Solaris, als Kelvin (Regie: Blanka Radoczy)
- 2021: Unendlicher Falstaff, als Falstaff (Regie: Daniele Abbado)
- 2021: Feinstoff, als Maren/Stadtplaner (Regie: Raffael Ossami Saidy)
- 2022:	Romeo und Julia, als Romeo (Regie: Philipp Rosendahl)
- 2022:	Der nackte Wahnsinn, als Gary Lejeune/Roger Tramplemain (Regie: Thom Southerland)
- 2023:	Anna Karenina, als Wronski (Regie: Milena Michalek)
- 2023–2024: Ich mach ein Lied aus Stille, als Mampe-Bitter (Regie: Armin Petras)
- 2024: Woyzeck, als Woyzeck (Regie: Anna-Elisabeth Frick)
- 2024:	Pension Schöller, als Eugen Rümpel (Regie: Max Simonischek)
- 2025: Hamlet, als Hamlet (Regie: Armin Petras)[7]

## Sprechrollen (Voice Over/Hörspiele)
- 2019: Ernst Toller: Masse-Mensch, als Sprecher (Verurteilter) – Regie: Christoph Kalkowski (Hörspielbearbeitung – NDR, Erstausstrahlung bei NDR Kultur)
- 2019: Meister des Todes 2, als Angel Hernandez
- 2020: Kidnapping, als Stahl

## Synchronisation (Auswahl)
- 2019: für Sigurd Holmen le Dous (als Stahl) in Kidnapping